# Отходни води
Отпадъчните води са всякакви води, замърсени от човешка дейност. Те съдържат физически, химически и биологически замърсители от домакинствата, от градовете, селскостопански или промишлени отпадъци в най-различни концентрации. Най-честата употреба на термина се отнася до отпадъчните води, протичащи в канализационните и преносни системи (96%), но все пак 4% се абсорбират в почвата в септични ями.